# 美洲大厦
美洲大厦（英語：Americas Tower），也被称为美洲大道1177号（1177 Avenue of the Americas）是位于纽约市曼哈顿的一栋50层，高692英尺（211米）的摩天大楼。大楼建设工程开始于1989年，原计划于1991年完工，但因为法律官司工程被迫停工，工期也因此调整。1991年，施工重新开始。
该建筑设计是装饰风艺术和后现代主义的混合。大楼于2002年作价5亿美元，卖给了由德国裔美国人组成的财团。